# Plutarco de Atenas
Plutarco de Atenas (350-432) fue un filósofo neoplatónico de la época grecorromana que enseñó en Atenas a principios del siglo V. Restableció la Academia platónica en esta ciudad y fue su director. Escribió comentarios sobre Aristóteles y Platón, enfatizando las doctrinas en las que ambos coincidían.

## Vida
Era  hijo de Néstor y padre de Hierio y Asclepigenia, los cuales fueron sus compañeros en la escuela. Se desconoce el origen del Neoplatonismo en Atenas, pero a Plutarco generalmente se le conoce como la persona que restableció la Academia Platónica y su forma neoplatonista. Plutarco y sus seguidores (la "Sucesión Platónica") reivindicaban ser los discípulos de Jámblico, y por ende de Porfirio y Plotino. Entre sus discípulos se encontraba Siriano, quién lo sucedió como director de la escuela, y Proclo.

## Filosofía
El principio primordial de Plutarco era que el estudio de  Aristóteles debía tener prioridad sobre el de Platón, y que los alumnos debían aprender a darse cuenta ante todo de los puntos de acuerdo fundamentales entre ambos. Con este objetivo, Plutarco redactó un escrito sobre el tratado de Aristóteles De Anima , que fue la contribución más importante a la literatura aristotélica desde los tiempos de Alejandro de Afrodisias; y otro sobre el tratado de Platón Timeo. Este ejemplo fue seguido por Siriano y otros alumnos de la escuela. El espíritu crítico alcanzó su nivel más alto con Proclo, el defensor más ducho del sincretismo.
Plutarco era versado en todas las tradiciones teúrgicas de la escuela, y compartía la idea junto con Jámblico, de la posibilidad de alcanzar la comunión con Dios a través de los ritos teúrgicos. A diferencia de los Alejandristas, Plutarco sostenía que el alma, que se encuentra fuertemente atada a nuestro cuerpo por los vínculos de la imaginación y de los sentidos, no perece con los medios materiales de los sentidos.
En Psicología, aunque cree que la Razón es la base y el fundamento de todo el conocimiento, interpone entre los sentidos y el pensamiento la facultad de la imaginación, que, a diferencia de ambos, la considera la actividad del alma bajo el estímulo incesante de los sentidos. En otras palabras, la imaginación proporciona la materia prima para el funcionamiento de la Razón. La Razón se presenta en los niños como un potencial inoperante, en los adultos como lo que recopila la información de los sentidos y la imaginación y, en su pura actividad, como la inteligencia pura y transcendental de Dios.